# 泡沫海浪
大量从河裡流出的淡水进入海洋，与海裡的不洁物质，例如化学物质、死亡植物、腐烂的鱼类以及海藻的排泄物等混合，形成泡沫。如果该地区正处于强气流影响下，气流在海面上形成巨大的海浪，推动泡沫涌向岸边。当海浪冲向岸边时，水流使泡沫迅速向上旋转，并在海面上聚集起来，就形成了"泡沫海浪"。海浪越大，泡沫也就越多，很是壮观